# Fredrik Herlitz
Carl Fredrik Wilhelm Herlitz, född 7 maj 1973 i Järfälla församling i Stockholms län, är en svensk militär.

## Biografi
Herlitz avlade marinofficersexamen vid Marinens officershögskola 1996 och utnämndes samma år till fänrik vid Vaxholms kustartilleriregemente, där han befordrades till löjtnant 1999. Han tjänstgjorde i Tchad 2008 och i Kosovo 2010, var chef för 2. amfibiebataljonen i Amfibieregementet 2015–2018 och tjänstgjorde därefter vid Marinstaben. Herlitz befordrades till överste 2021 och var chef för Älvsborgs amfibieregemente och kommendant i Göteborg från den 1 oktober 2021 till den 16 juni 2025. Herlitz befordrades till brigadgeneral 2025 och är ställföreträdande marinchef sedan den 17 juni 2025.
Fredrik Herlitz invaldes som ledamot av Kungliga Örlogsmannasällskapet 2019.